# George Heggie
Pour les articles homonymes, voir Heggie.
George Heggie (27 septembre 1870-21 février 1953) est un homme politique canadien de la Colombie-Britannique. Il est député provincial conservateur de la circonscription britanno-colombienne de North Okanagan d'une élection partielle en 1930 à 1933.

## Biographie
Arrivé au Canada en provenance de l'Irlande en 1895, il sert comme directeur de ranch pour Sir Arthur Stepney à Enderby en Colombie-Britannique. Heggie siège au conseil municipal de Vernon et y sert également comme juge de paix. Il est le premier président de la Vernon Fruit Union, ainsi que directeur de la Land and Agricultural Company à Vernon de 1910 à 1942.
Il ne se représente pas lors de l'élection provinciale de 1933.